# Aeroportul Juancho E. Yrausquin
Aeroportul Juancho E. Yrausquin (IATA: SAB, ICAO: TNCS) este un aeroport din Saba, Țările de Jos ce deservește zona The Bottom⁠(d). Aeroportul a fost tranzitat în 2021 de 15.260 de pasageri. A fost deschis în 1963.
Situat la o altitudine de 18 m, aeroportul dispune de 1 pistă. Este operat de Winair⁠(d).

## Infrastructură

### Piste
Aeroportul dispune de o singură pistă. Pista are orientarea 12/30.